# Lew Mironow
Lew Grigorjewicz Mironow, właśc. Lejb Girszewicz Kagan (ros. Лев Григо́рьевич Миро́нов (Ле́йб Ги́ршевич Ка́ган), ur. w październiku 1895 w Pyriatynie, zm. 29 sierpnia 1938 w Moskwie) – Żyd, funkcjonariusz radzieckich służb specjalnych, komisarz bezpieczeństwa państwowego II rangi.

## Życiorys
W latach 1906–1914 uczył się w gimnazjum w Łubniach, 1915-1917 studiował na Uniwersytecie Kijowskim (wydział prawny), od grudnia 1916 do sierpnia 1917 członek Bundu, od stycznia 1918 członek RKP(b)/WKP(b). Od stycznia 1918 członek prezydium powiatowego komitetu rewolucyjnego w Pyriatynie, komisarz spraw wewnętrznych powiatu, zastępca przewodniczącego powiatowego komitetu rewolucyjnego w Pyriatynie, od marca 1918 w Armii Czerwonej, politruk, od lutego do kwietnia 1919 przewodniczący powiatowej Czeki w Pyriatynie. Od kwietnia 1919 zastępca kierownika gubernialnego wydziału sprawiedliwości w Połtawie, przewodniczący kolegium oskarżycielskiego okręgowego trybunału rewolucyjnego w Połtawie, od czerwca do sierpnia 1919 pomocnik szefa informacji Wydziału Specjalnego Połtawskiej Grupy Wojsk, od lutego do grudnia 1920 szef wydziału politycznego Amu-darskiej Grupy Wojsk, od stycznia 1921 przewodniczący Trybunału Rewolucyjnego Samarkandzko-Bucharskiej Grupy Wojsk, 1922-1923 zastępca ludowego komisarza sprawiedliwości Turkiestańskiej ASRR, od 15 maja 1924 funkcjonariusz w centrali OGPU ZSRR w Moskwie. Od 21 lutego 1930 do 1 kwietnia 1931 pełnomocny przedstawiciel OGPU w Środkowej Azji, od 8 maja 1933 do 10 lipca 1934 członek Kolegium OGPU ZSRR, od 10 lipca 1934 do 28 listopada 1936 szef EKO Głównego Zarządu Bezpieczeństwa Państwowego, od 26 listopada 1935 komisarz bezpieczeństwa państwowego III rangi. Od 28 listopada do 25 grudnia 1936 szef KRO Głównego Zarządu Bezpieczeństwa Państwowego, od 25 grudnia 1936 do 14 czerwca 1937 szef Wydziału 3 Głównego Zarządu Bezpieczeństwa Państwowego. 
14 czerwca 1937 aresztowany, 29 sierpnia 1938 skazany na śmierć przez Wojskowe Kolegium Sądu Najwyższego ZSRR i rozstrzelany.

## Odznaczenia
- Order Czerwonego Sztandaru (3 kwietnia 1930)
- Order Czerwonej Gwiazdy (20 grudnia 1932)
- Odznaka "Honorowy Funkcjonariusz Czeki/GPU (V)"
- Odznaka "Honorowy Funkcjonariusz Czeki/GPU (XV)" (20 grudnia 1932)